# 慕容恪
慕容恪（320年代—367年），字玄恭，昌黎棘城（今辽宁义县西北）鮮卑人。十六国时期前燕的政治家、军事家、宗室。前燕文明帝慕容皝的第四子，景昭帝慕容儁弟。母亲高氏，爵封太原王。慕容恪在前燕屢立軍功，不僅安定國家，更攻佔東晉領有的洛陽，威震關中，使前燕的國勢空前強大，頗有雄據北方，席捲中華大地之趨勢。但慕容恪卻在為國輔政8年餘（360-367）後，不幸過世。而後前燕在一系列權力爭鬥中和強敵攻伐之下，迅速衰落，最後在他死後不過3年半，前燕政權就宣告滅亡了。

## 生平

### 征撫遼東－前燕文明帝慕容皝時期
慕容恪年幼時就已謹慎篤厚，深沈有大度，但因為母親高氏並不得寵，所以沒有被慕容皝所重視。直至慕容恪十五歲時，慕容皝才發覺他的才能，讓他掌兵。多次隨軍出征，都多有奇策。

#### 東晉成帝咸康四年（338年）
後趙天王石虎率步騎十萬，水師十萬與其父前燕遼東公慕容皝一起進攻遼西段部鮮卑首領段遼，形成夾擊之勢，隨後攻下遼西之地。但而後石虎以慕容皝不前來會師為理由，率軍討伐慕容皝，數十萬大軍前來圍攻前燕都城棘城，沿途郡縣響應石虎而叛變的便有三十六座城池之多，慕容皝見後趙大軍兵勢極盛，本想出逃，但在部將慕輿根、玄菟太守劉佩的勸說力戰下堅定了對抗石虎的決心。
後趙軍隊在前燕將士的抵抗下，圍攻十餘日卻遲遲無法攻陷棘城，因此只好退兵。趁此時機，慕容皝派遣慕容恪率騎兵兩千人在凌晨殺出棘城，大敗後趙軍隊，斬首敵軍三萬多級。

#### 咸康七年（341年）
經過慕容皝特使劉翔的努力下，東晉朝廷冊封其父慕容皝為使持節、大將軍、都督河北諸軍事、幽州牧、大單于、燕王並加殊禮。而後在冬十月，慕容恪被受命為度遼將軍，出鎮平郭（今遼寧蓋州市）。慕容恪安撫懷柔當地民眾，屢敗高句麗軍，令高句麗畏懼而不敢進犯前燕國境，繼慕容翰和慕容仁後成功安定遼東。

#### 東晉康帝建元元年（343年）
春二月，高句麗王高釗因前一年前燕的攻伐而元氣大傷，遣使向前燕稱臣。燕王慕容皝便歸還其父乙弗利的屍體，將高釗的母親留下作為人質。。

#### 建元二年（344年）
燕王慕容皝領兵親征宇文鮮卑頭領宇文逸豆歸，其中以慕容翰為前鋒將軍，劉佩為副手，而後分別命令慕容軍、慕容恪、慕容霸及折衝將軍慕輿根領兵，以三路並進的方式直逼宇文部。在慕容霸、等人的勇武下成功消滅宇文部，前燕領土闢地千餘里。

#### 東晉穆帝永和元年（345年）
冬十月，慕容恪再奉命進攻高句麗，攻陷南蘇城（今遼寧丹東五龍山南）並留兵戍守。。

#### 永和二年（346年）
世子慕容儁與慕容恪和慕輿根率騎兵一萬七千人進攻夫餘國，此役慕容儁居中指揮，而慕容恪則率軍親身殺敵，所向披靡，終俘獲夫餘玄王以及其部落共五萬多人。而後慕容皝以餘玄為鎮軍將軍，還把女兒嫁給他為妻。

### 征戰中原－前燕景昭帝慕容儁時期

#### 永和四年（348年）
慕容皝去世，臨死前囑咐慕容儁要重用慕容恪。慕容儁即位後，亦對慕容恪頗見親待。

#### 永和五年（349年）
後趙皇帝石虎去世，國內因諸子爭位而大亂，慕容儁決心乘時奪取中原，於是以慕容恪為輔國將軍，與輔義將軍陽騖及輔弼將軍慕容評合稱「三輔」，慕容霸爲前鋒都督、建鋒將軍。更選精兵二十多萬，作好出兵的準備。

#### 永和六年（350年）
慕容儁分三路大軍南進，慕容恪任慕容儁所率軍隊的前鋒，成功攻下薊城（今北京）、范陽（今保定和北京一帶）等城池。隨後慕容儁安排幽州各地攻下的郡縣太守。
九月，慕容儁大軍直逼冀州，攻下章武、河間、樂陵等郡，並以慕容評爲章武太守，封裕（封衡之父）爲河間太守，受慕容恪和慕容儁器重，可以百步不傷牛只射中毛髮的賈堅爲樂陵太守，治高城。

#### 永和七年（351年）
慕容恪又攻中山，遭冉魏中山太守侯龕及守將白同固守所阻，於是留兵繼續攻城，自己先攻常山。因慕容恪厚待投降的魏郡太守李邽，並與其一同回攻中山，令侯龕主動出降，慕容恪成功攻下中山，斬白同，並遷城內將帥、土豪數十家到薊城，其餘百姓的生活則一如往常，慕容恪軍令嚴明，對於百姓秋毫不犯。

#### 永和八年（352年）
冉魏皇帝冉閔攻下襄國（今河北邢台），滅後趙，於是據掠前燕奪取的常山、中山各郡，慕容儁於是命慕容恪攻伐冉魏。慕容恪追冉閔軍，直至廉臺（今河北無極東）才追上。慕容恪屢次不能戰勝冉閔，因冉閔向來有勇猛的名聲，且手下都是精兵，所以令燕軍都忌憚他。慕容恪此時以冉閔有勇無謀、士卒飢疲來激勵軍心，亦聽從參軍高開建議引冉閔到有利於燕軍騎兵作戰的平地才決戰。成功引冉閔到平地後，慕容恪分兵三路，決心引冉魏全力進擊以鐵鎖連馬構成的中軍方陣，從而在側翼襲擊冉閔。最終冉閔兵敗被俘，後又擊殺前來襲擊的冉魏將領金光，進據常山。因著同時叛變的段勤投降，慕容儁命慕容恪回鎮中山，自己則率軍進攻冉魏都城鄴城，最終成功攻滅冉魏，入主中原。
八月戊辰，慕容恪受燕王慕容儁的命令與封弈、陽騖攻打自稱「安國王」的王午，王午見燕軍前來緊閉城門固守，把冉閔之子冉操送給前燕，燕人把他們的莊稼砍掠一空後返回。而後慕容恪屯兵安平，廣積糧食、製作攻城器具等，隋後先後擊敗王午、呂護、李犢、蘇林等反抗前燕的力量。
十一月戊辰，慕容儁稱帝，國號「燕」，年號「元璽」，史稱「前燕」。慕容恪獲授侍中、衞將軍。

#### 永和九年（353年）
時任侍中、衞將軍的慕容恪與撫軍將軍慕容軍、左將軍慕容彪等人屢次推薦時任給事黃門侍郎的慕容霸，說他具有改變當世的優異才能，應該對其付以重任。因此，景昭帝便任命慕容霸為使持節、安東將軍、北冀州剌史，坐鎮常山。

#### 永和十年（354年）
夏四月，景昭帝開始封賞諸位宗室大臣，為眾人加官進爵。其中慕容恪升任大司馬、侍中、大都督、錄尚書事，封太原王。已位極人臣。

#### 永和十一年（355年）
冬十月，東晉鎮北將軍、齊公段龕因非議慕容儁叛晉稱帝一事激怒慕容儁。十一月，景昭帝於是任命太原王慕容恪為大都督、撫軍將軍，以陽騖為副手，率軍攻打段龕。景昭帝對慕容恪說道:「段龕軍隊強大，若他派兵拒守黃河河畔，無法渡河，那就轉向直取呂護。」於是慕容恪便派輕軍到黃河上觀察廣固城中段龕的意圖。段龕之弟段羆，驍勇善戰又有智謀。段羆對段龕進言：「慕容恪善於用兵，現在他兵力眾多，若任他渡過黃河，進軍城下，那時我們想投降，也不被允許了。請兄長固守城池，讓我率精兵到黃河抵禦，若戰勝，兄長率大軍跟進，定會成功。若戰敗，不如早點投降，還可保住千戶侯之位。」段龕不聽。段羆還是堅持，把段龕激怒，殺掉了段羆。

#### 永和十二年（356年）
春正月，慕容恪渡過黃河，並於淄水大敗前來迎擊的三萬段龕軍，斬殺了段龕的右長史袁范，並抓住段龕之弟段欽，並進圍段龕固守的廣固（今山東青州市西北）。面對段龕堅守不出，慕容恪並未猛烈攻城，反而招降了段龕領下的王騰、薛雲等。及後段龕糧盡出城決戰，被圍城的慕容恪擊敗而狼狽撤回城中，被逼投降。後慕容恪又率兵成功抵禦東晉泰山太守諸葛攸的攻擊，進略河南等地。

#### 東晉穆帝升平三年（359年）
十二月辛酉景昭帝慕容儁患病，對時任大司馬的太原王慕容恪說：「我病得這麼虛弱，恐怕是好不了。壽命長短，都沒有甚麼可怨恨的了！不過現在東晉和前秦未除，景茂（慕容暐字）年幼，擔心他應付不來。我想效法宋宣公，將皇位交給你，如何?」但慕容恪堅決拒絕的回道:「太子雖然年幼，但卻是可以使惡人從良、讓國家清平昌盛的明主，臣是何人，豈能干預正統?」，慕容儁怒道:「兄弟之間，就不要講究虛偽的禮節了。」慕容恪再次回拒道：「陛下如果認為臣具有能夠承擔安定天下重責的才能，又為何認為臣就不能好好輔助少主！」慕容儁聽後欣慰的開心說道:「你能做周公，我就沒什麼好憂慮的了。」並推薦李績給慕容恪。後來慕容恪亦向慕容暐推薦李績，但慕容暐因舊怨而不肯重用他。

### 攝政安國－前燕幽帝慕容暐時期

#### 升平四年（360年）
春正月，慕容儁在鄴城舉行盛大的閱兵，想派大司馬慕容恪和司空陽騖領兵征討東晉，病情卻急轉直下，隨後不久去世，年僅11歲的太子慕容暐繼位，改元「建熙」，是為前燕幽帝。慕容儁臨終時遺命慕容恪與上庸王司徒慕容評、司空陽騖及領軍將軍慕輿根一同輔政。
二月，慕容恪於是升位太宰、錄尚書事，行周公事，總攝朝政。不過，當時作為太師輔政的慕輿根自恃戰功顯赫，顯得高傲自大，看不起慕容恪。慕輿根為挑起事端以作亂，先以可足渾太后干政來挑撥慕容恪，說道:「今主上年幼，太后干政，殿下應預防意外的發生，以保全自身，況且如今大燕江山，多出自殿下之手，兄終弟及乃是自古有之，故殿下應廢除主上，自立為帝才是，如此，才是我大燕的福氣啊。」，支持慕容恪奪位。但慕容恪不受，說道：「公喝醉了?怎敢說出如此大逆不道的言論，我等皆受先帝的託孤重任，怎可有此想法呢?」，慕輿根只好慚愧離去。吳王慕容垂以及皇甫真等人都勸他誅殺慕輿根，但慕容恪以皇帝新死，國家安穩為首要，決定忍耐。
慕輿根挑撥慕容恪不成，於是試圖離間慕容暐母子和慕容恪，想要太后誅殺慕容恪等，但慕容暐卻支持慕容恪，勸止了母親。與此同時，由於前燕已經在滅冉魏後遷都鄴城，留舊都龍城（今遼寧朝陽市）為留京，而慕輿根卻思戀遼東祖地，對太后和慕容暐建議還都龍城，變相放棄中原。慕容恪知道後就與慕容評密奏慕輿根罪狀，最終誅殺了慕輿根及其黨羽。
面對皇帝新死，更發生了誅殺重臣的事件，國內都憂慮情緒都很高，但慕容恪卻顯得舉止如常，出入都只有一人跟從，不肯加添守衞，於是令人心稍為安定。同時，原先徵集在鄴城的各郡軍人都因為國家內部紛亂而經常逃跑，而鄴城向南方領地的道路通訊仍不通，故慕容恪又命慕容垂為使持節、征南將軍、都督河南諸軍事、兗州牧、荊州刺史，鎮守蠡臺（今河南商丘），傅顏為護軍將軍，率領騎兵二萬人南巡至淮河，終令國家安穩下來。
十一月，身為太宰的慕容恪想要任命李績為尚書右僕射，幽帝慕容暐卻因昔日曾經被李績向其父說道喜好遊獵音樂的舊怨，因而不允許。慕容恪屢次請求皆不被答應，而後慕容暐說道：「國家一切事務，皆委託叔父，但伯陽(李績的字)這個人，就交給我處理裁斷吧」於是李績被任命為章武太守，最後在任上鬱鬱寡歡，不得志而死。

### 力奪洛陽

#### 升平五年（361年）
據守野王，原本已歸附前燕的河內太守呂護叛歸東晉，被任命為冀州刺史。而後呂護想引東晉軍隊前來攻打前燕都城鄴城。
於是在三月，太宰慕容恪率兵5萬與冠軍將軍皇甫真率兵1萬前去討伐呂護。大軍到了野王後，呂護環城防守，護軍將軍傅顏請求快速將其攻陷，以減少損耗，但慕容恪決定以逸待勞，起長圍作持久戰。
最終在圍城數個月以後，成功逼得糧盡的呂護出擊並大敗對方，令其元氣大傷，被逼出逃滎陽。慕容恪又招撫其餘眾。而後呂護再次背叛東晉，投奔前燕，前燕朝廷赦免其罪，任命他為廣州刺史。及後慕容恪又派兵攻略許昌、汝南、陳郡等地，並派遣鎮南將軍慕容塵屯兵許昌。東晉駐洛陽的守軍漸見孤立，援兵和糧食都缺乏。

#### 東晉哀帝興寧二年（364年）
前燕太宰慕容恪為了攻占洛陽而做了多方準備，派遣手下去招納當地的士民，於是遠近諸塢都歸降前燕。之後便派遣他手下的司馬悅希屯兵於盟津（今河南省孟津縣東北，古代黄河渡口名），豫州刺史孫興屯兵於成皋，以備之後的洛陽征討。

#### 興寧三年（365年）
二月，太宰慕容恪與吳王慕容垂一同進攻洛陽，慕容恪對諸將說道：「眾位常憂慮我不攻，如今洛陽城高而兵力疲弱，極易攻克，切勿畏懦而因此怠惰！」隨後便下令攻打，當時洛陽守將東晉冠軍將軍陳祐已棄守洛陽，只餘下揚武將軍沈勁所率五百人守城。
三月，最終成功攻下洛陽，並俘虜了沈勁，慕容恪本想赦免他，但中軍將軍慕輿虔認為，沈勁乃是當世奇士，且不會為前燕所用，放他走必成後患，只好殺了沈勁。
而後慕容恪帶兵一路攻陷崤山、澠池等地，使得關中大為震動，連前秦天王苻堅趕緊率兵屯於陝城（今河南三門峡市以西）以防慕容恪來攻。
而後前燕任命左中郎將慕容築為洛州刺史，鎮守在金墉，吳王慕容垂為都督荊、揚、洛、徐、兗、豫、雍、益、涼、秦十州諸軍事、征南大將軍、荊州牧，領兵一萬，鎮守在魯陽。慕容恪回到鄴城以後，對於殺掉沈勁，覺得十分愧疚。

### 遺薦吳王

#### 東晉廢帝太和元年（366年）
三月，前燕太宰、大司馬慕容恪與太傅、司徒慕容評，決心歸政於已經17歲的幽帝慕容暐，將官印及權力交出去，但卻被慕容暐拒絕。

#### 太和二年（367年）
慕容恪很早就知道慕容垂的才能，並曾向慕容儁推薦。不過慕容儁始終猜忌慕容垂，一直都不放心任用。
五月，慕容恪患病甚是嚴重，臨死前慕容暐來詢問後事，慕容恪於是向慕容暐推薦吳王慕容垂接替自己。他又知道慕容暐政不在己，慕容評常猜忌他人，於是也向慕容臧及慕容評推薦慕容垂為大司馬。
不過，慕容評最終都沒有聽從慕容恪的話，反倒更逼慕容垂出走前秦，終招來前秦滅國。慕容恪死後，前燕舉國痛惜，而桓溫和苻堅知道慕容恪死訊後亦開始準備攻伐前燕。慕容恪獲賜諡號桓。

## 性格特徵
- 慕容恪高八尺七寸，嚴肅穩重。
- 慕容恪雖綜大政，但每事必與叔父慕容評商議，未嘗獨斷。同時亦虛心對待士人，善於諮詢他人意見，因應官員的才能而授官。而官員若有過失，慕容恪都不會當眾揭破，也不會貶他們的官，只是調他們到別的位置，就作為對他們的貶謫。當時的人因為慚愧，都不敢犯罪，犯了小過亦會自責。另慕容恪亦擅長軍事，守遼東、伐高句麗、征扶餘、取中原、平段龕等各項戰事都展現出其軍事才能。桓溫在慕容儁死後仍覺得未是時機攻伐前燕，就是因為顧慮慕容恪的才能，他不僅是戰場上的強將，亦是能匡扶前燕的能臣。
- 慕容恪為國盡忠，如曾有一個叫丁進的方士，很得慕容暐寵信，更圖討好慕容恪，勸他殺死太傅慕容評。而慕容恪沒有動容，亦不以他得皇帝寵信而顧忌，即上奏將其處斬。
- 慕容恪帶兵不以身份欺凌部屬，而是加以恩惠與信任，在軍務上則是把握大原則，不會太嚴苛，使士卒可以安心待在軍營。平時營中雖然寬縱，對手看來好像有機可乘，然而警備嚴密，敵人來到卻無法靠近，因此慕容恪打仗未嘗吃過敗仗。

## 評論
- 慕容皝：「今中原未一，方建大事，恪智勇俱濟，汝其委之。」
- 段羆：「慕容恪善用兵。」
- 王猛：「慕容玄恭信奇士也，可謂古之遺愛矣！」[16]
- 崔浩：「慕容恪之輔幼主，慕容暐之霍光也。」[17]
- 成海應:「玄恭之材之性, 似非夷裔之産也. 盖慕容氏, 部族英傑之多, 最於五胡, 而玄恭爲最. 非但行師攻敵, 皆合機宜, 其憂國忠勤, 如孔明之於蜀也, 羊祐之於荊也. 使玄恭不死, 暐雖庸主, 獨不可保燕乎. 殆鮮卑之運將竭, 玄恭安得久生乎. 秦雖強盛, 且王猛柄國, 在玄恭時, 無所著見矣.」[18]
- 明·張大齡:「慕容自龍驤以來，世豪東夏，其子孫俱英朗雄傑，發在童孺，天之所興，其誰廢之！太原德業邁於狐趙，吳王才器不下管蕭。昔舜生諸馮，東夷之人可以其鮮卑而少之？償恪而不死，更得明主事之，與吳王垂左提右挈，驅駕才俊，混一之業，指顧而定矣！乃吳王力足以討評，而不為首亂；時足以取堅，而還其舊兵；威足以困丕，而開以生路，尤人所難者。至於八十之齡，取西燕如拾芥，挫魏兵如發蒙，真太原所謂命世之才也。後來亡國之主，猶自翹然，身在鼎俎，神色不變。蓋先世大有功德，故子孫蹶而復奮，不若諸胡之一敗塗地。予於和龍之君，獨有取爾者以此。太尉裕平燕之日，欲坑廣固，得韓範諫而止。嗚呼！燕何罪哉！前燕開基，取之劉石。後燕恢復，奪之苻秦。燕何罪哉！而戮之若斯之慘也。太尉此舉，不惟遠愧三代吊伐之師，且近有怍於玄恭景略矣。惜哉！」[19]
- 明·王夫之:「五胡旋起旋滅，而中原之死於兵刃者不可殫計。殫中原之民於兵刃，而其旋起者亦必旋滅。其能有人之心而因以自全者，唯慕容恪乎！故中國之君，一姓不再興，而慕容氏既滅而復起。恪圍段龕於廣固，諸將請亟攻之，恪曰：「龕兵尚眾，未有離心，盡銳攻之，殺吾士卒必多矣，自有事中原，兵不暫息，吾每念之，夜而忘寐，要在取之，不必求功之速。」嗚呼！惻悱之言，自其中發，功成而人免於死，恪可不謂夷中之錚錚者乎！」[20]

## 地位
唐宋武成王廟位列其中。

## 家庭

### 母
- 高氏，慕容皝的妾室，高氏不得宠，所以慕容恪年幼时没有被慕容皝所重视

### 子女
- 慕容楷，后燕太原元王
- 慕容肅，384年与慕容暐一同被苻坚所杀[22]
- 慕容紹，后燕尚书右仆射、陈留悼王

### 孙子女
- 慕容奇

## 延伸阅读
[在维基数据编辑]
 《晉書/卷111》，出自房玄齡《晉書》